# Classe Väinämöinen
La classe Väinämöinen fu una classe di corazzate costiere della Marina militare finlandese, composta da due unità entrate in servizio tra il 1932 e il 1933. Furono le più grandi unità da combattimento varate nei cantieri finlandesi nell'epoca precedente la seconda guerra mondiale nonché, insieme alle unità thailandesi della classe Sri Ayuthia di poco successive, gli ultimi esempi del genere delle "corazzate costiere" a essere realizzati.
Le due unità della classe (Väinämöinen e Ilmarinen) furono impiegate operativamente nel corso della guerra d'inverno del 1939-1940, servendo principalmente come batterie antiaeree galleggianti. Dopo l'entrata della Finlandia nella seconda guerra mondiale, le due unità supportarono le operazioni tedesche contro l'Unione Sovietica nel teatro del mar Baltico e la Ilmarinen andò perduta il 13 settembre 1941 al largo dell'isola di Hiiumaa per l'urto con una mina durante gli sbarchi dell'operazione Beowulf.
La Väinämöinen continuò a operare come unità di difesa costiera e antiaerea per tutta la durata della guerra, nonostante la caccia serrata data dalla Aviazione Sovietica in diversi tentativi di bombardamento; sopravvissuta indenne al conflitto, l'unità venne ceduta all'Unione Sovietica nel marzo 1947 come riparazione per i danni di guerra. Rinominata Vyborg, la nave servì con la Marina militare sovietica come monitore e batteria d'artiglieria galleggiante nella zona di Kronštadt; radiata dal servizio nel 1962, la nave fu avviata alla demolizione nel 1966.

## Caratteristiche

### Progetto originale

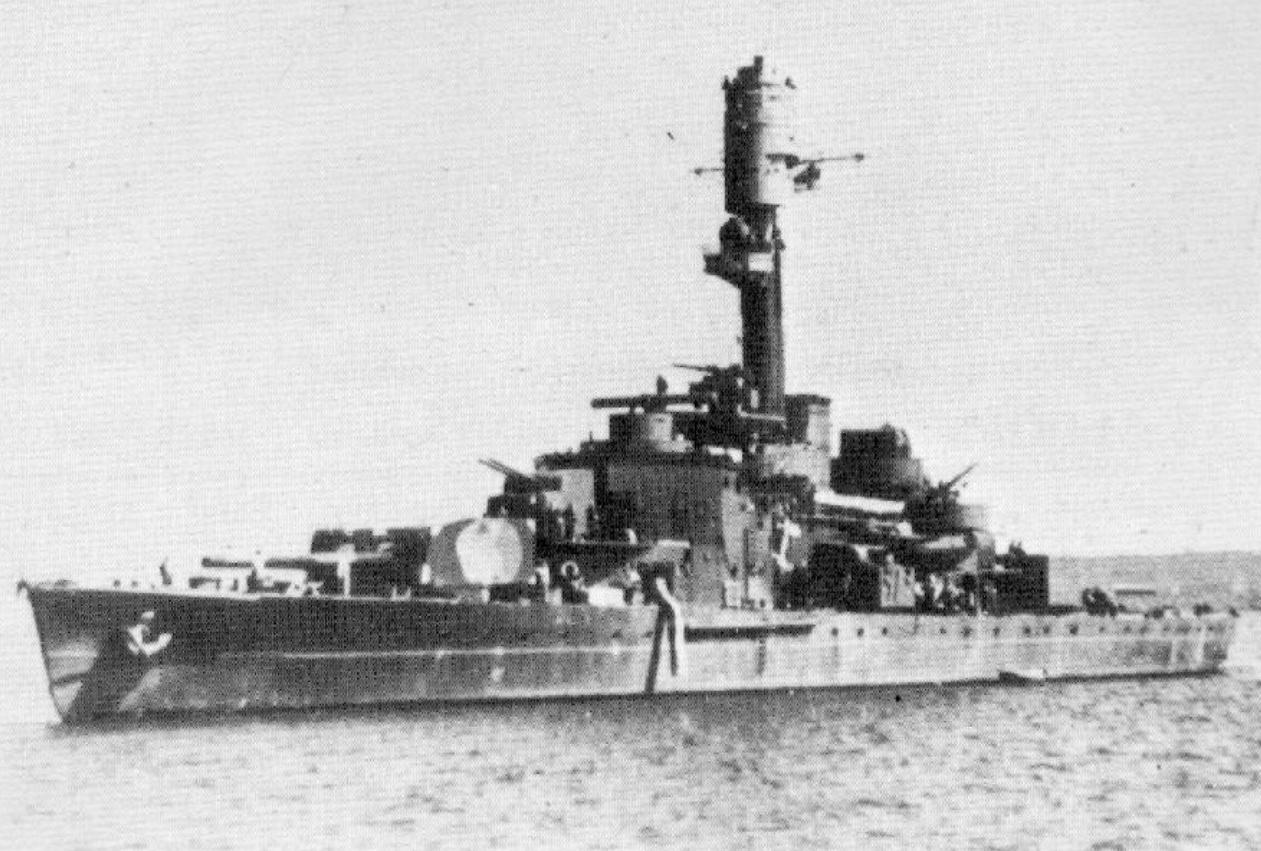
Un'altra veduta del capoclasse Väinämöinen

La progettazione delle future unità classe Väinämöinen ebbe inizio alla metà degli anni 1920, quando i vertici della marina formularono la richiesta di un'unità pesante per la difesa costiera da impiegarsi nelle acque del golfo di Finlandia e del golfo di Botnia. Una serie di discussioni contrapposero il governo finlandese, deciso a contenere il più possibile i costi economici di queste nuove costruzioni, e gli alti ufficiali della marina che invece premevano per ottenere le unità più prestanti ed efficienti possibili; svariati progetti furono formulati da una serie di società costruttive tanto finlandesi quanto svedesi, danesi e italiane, riguardanti unità dal dislocamento compreso tra le 2.500 e le 4.500 tonnellate armate di cannoni di calibro dai 170 ai 280 mm. Infine, il progetto giudicato vincitore fu quello formulato dalla società di costruzioni navali tedesco-olandese Ingenieurskantoor voor Scheepsbouw de L'Aia, con la costruzione affidata al cantiere finlandese Crichton-Vulcan di Turku. Dopo che la legge navale del 1927 ebbe autorizzato la costruzione di due unità, i lavori furono avviati nel 1929.
Il progetto delle Väinämöinen prevedeva un'unità da 3.900 tonnellate di dislocamento standard, con uno scafo lungo 93 metri, largo 16,9 metri e dal pescaggio di 4,5 metri; lo scafo, diviso internamente in cinque ponti e dotato di un doppio fondo nella parte finale e di paratie anti-siluro sui lati, aveva una prua configurata come quella di un rompighiaccio. L'altezza metacentrica era piuttosto elevata e compresa tra 1,33 e 1,65 metri, cosa che rendeva non molto stabili le unità in caso di mare mosso; alette antirollio furono in seguito aggiunte allo scafo per compensare questo difetto. Le sovrastrutture comprendevano un massiccio torrione di comando e un unico basso e tozzo fumaiolo, intervallati da un alto albero ospitante sulla sommità gli apparati per la direzione del tiro. L'equipaggio ammontava a 330 tra ufficiali, sottufficiali e marinai.

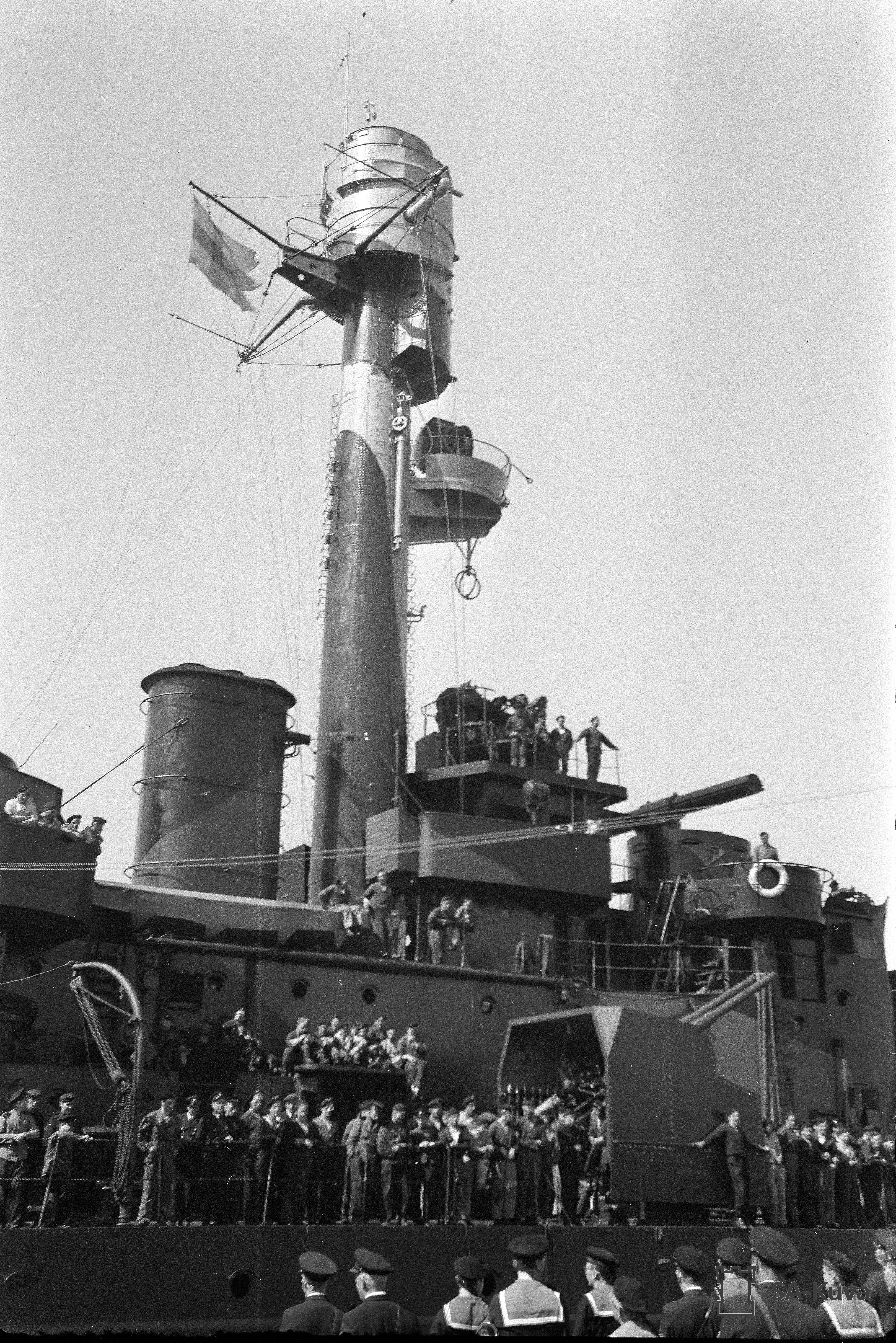
Il massiccio albero delle Väinämöinen con in cima gli apparati per la direzione del tiro

L'apparato propulsivo, piuttosto innovativo, era di tipo diesel-elettrico, con quattro motori diesel della Krupp che fornivano l'energia per due motori elettrici Leonard azionanti altrettanti alberi motore; il sistema garantiva una buona manovrabilità nelle acque ristrette in cui le due unità si sarebbero trovate prevedibilmente a operare. La potenza complessiva del sistema propulsivo era di 6.000 cavalli vapore, il che garantiva una velocità massima di 15 nodi (28 km/h); l'autonomia ammontava a 700 miglia alla velocità di 10 nodi (1.300 km a 19 km/h).
Come si addice a questo tipo di unità, le Väinämöinen confinavano in uno scafo di piccole dimensioni un potente armamento di artiglieria. La batteria principale era composta da quattro cannoni da 254/45 mm della ditta svedese Bofors, alloggiati in due torri binate sistemate una a prua e una a poppa; i pezzi erano capaci di una depressione di -10° e di un'elevazione di +45° o +50°, e la riserva ammontava a 234 colpi per ogni torre. L'armamento secondario, impiegabile tanto nel ruolo antinave quanto in quello antiaereo, si basava su otto pezzi da 105/50 mm della Bofors, alloggiati in quattro torrette binate: una era a prua e una a poppa soprapposte alle torri da 254 mm, mentre le altre due erano a centro nave su ciascun lato della sovrastruttura. Completavano l'armamento antiaereo originale quattro cannoni da 40/39 mm Vickers-Armstrong QF 2 lb montati in piazzole singole (due poste subito dietro il blocco della plancia e due più a poppa ai lati della torre del direttore di tiro) e due mitragliere da 20 mm Madsen. La direzione di tiro era garantita da due telemetri elettro meccanici da 6 metri, installati uno nell'albero principale e uno sopra la plancia, e impiegati per dirigere i pezzi da 254 mm, oltre a un telemetro da 4 metri nella torre del direttore di tiro a poppa per la direzione dei pezzi da 105 mm.

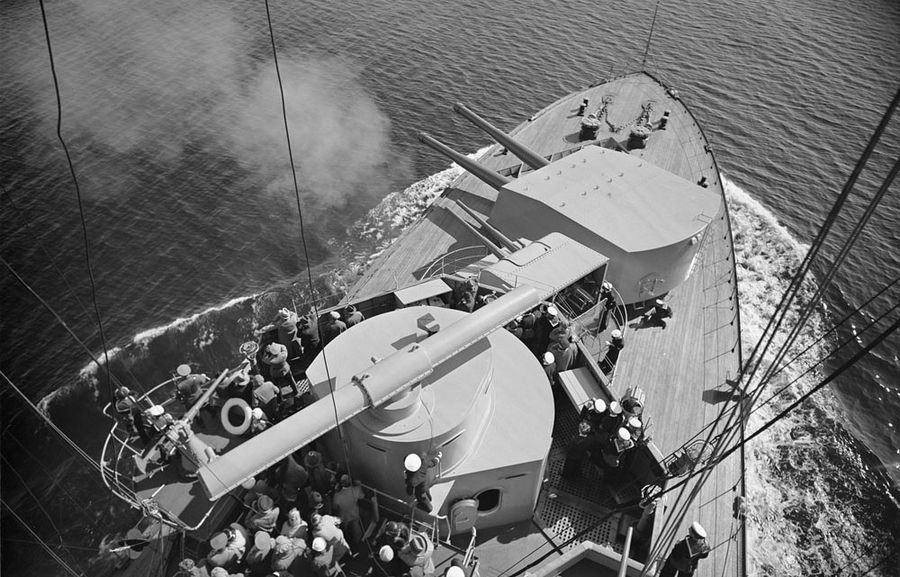
La prua del Väinämöinen durante un'esercitazione di fuoco; dall'alto verso il basso si riconoscono una delle torri dei cannoni da 254 mm, una torretta da 105 mm e la plancia con uno dei telemetri da 6 metri.

La protezione verticale era fornita da una cintura corazzata spessa tra i 55 e i 50 mm, che copriva lo scafo compreso tra le barbette delle due torri dei cannoni da 254 mm, mentre la protezione orizzontale era data da un ponte corazzato spesso tra i 13 e i 20 mm; le torri da 54 mm avevano una blindatura spessa, nella parte frontale, 100 mm, mentre la torre di comando era protetta da 120 mm di corazzatura Bofors 40 mm.

### Modifiche successive
Dopo le esperienze della guerra d'inverno, ci si rese conto che l'armamento antiaereo delle Väinämöinen necessitava di essere rinforzato. Nel giugno-luglio del 1941, quindi, su entrambe le unità i pezzi da 40 mm Vickers, dimostratisi inefficienti contro i bombardieri in volo ad alta quota, furono eliminati e rimpiazzati da quattro cannoni Bofors 40 mm, due installati in una piazzola binata dietro la plancia e altri due in piazzole singole ai lati della torre del direttore di tiro a poppa; furono poi aggiunte altre due mitragliere da 20 mm Madsen. Più avanti nel corso del 1944, altre quattro Madsen da 20 mm furono aggiunte all'armamento del solo Väinämöinen.
Dopo che il Väinämöinen fu consegnato ai sovietici come riparazione per i danni di guerra, l'unità (ora Vyborg) fu sottoposta a lavori di modernizzazione tra il 1953 e il 1957; questi lavori compresero la sostituzione dei motori diesel originali con altri di medesima potenza, la sostituzione delle batterie e dei generatori d'emergenza e l'installazione di apparati radio ed elettrici più moderni.

## Unità
| Nome        | Costruttore     | Impostazione | Varo             | Entrata in servizio | Destino finale |
| ----------- | --------------- | ------------ | ---------------- | ------------------- | --- |
| Väinämöinen | Crichton-Vulcan | agosto 1929  | 28 dicembre 1930 | dicembre 1932       | ceduta all'Unione Sovietica nel marzo 1947 e rinominato Vyborg; radiata dal servizio nel 1962 e avviata alla demolizione nel 1966. |
| Ilmarinen   | Crichton-Vulcan | agosto 1929  | 9 luglio 1931    | settembre 1933      | affondata il 13 settembre 1941 al largo dell'isola di Hiiumaa per l'urto con una mina.                                             |